# Hollandiai amerikai katonai temető
A hollandiai amerikai katonai temető (Netherlands American Cemetery) egy második világháborús sírkert Margraten közelében. Több mint nyolcezer amerikai katona nyugszik benne.

## Története
Ez az egyetlen amerikai katonai temető Hollandiában. Közel fekszik a Kölnt és Boulogne-t összekötő úthoz, amelynek alapjait még a rómaiak rakták le. 1940 májusában ezen az úton nyomultak be Hollandiába a német erők, majd 1944 szeptemberében ezt használták visszavonulásra is. Az amerikai 30. gyalogoshadosztály 1944. szeptember 13-án szabadította fel a területet.
A háború befejeződése után 28 ezer katona nyugodott a sírkertben. Sokukat hazaszállították az Amerikai Egyesült Államokba, a nemzetközösségi és német halottakat pedig exhumálták, és máshol hantolták el. Ezután a temetőben 16 parcellát alakítottak ki, ezekben nyugszik 8288 amerikai katona.
A 245 ezer négyzetméteres temetőben íves sorokat alakítottak ki, a hátsó végében, a Becsület udvarban (Court of Honor) egy torony áll, amelynek lábánál egy tükörmedencét alakítottak ki. Mellette egy női alakot mintázó szobor áll, amely azokat az asszonyokat idézi meg, akik elvesztették szerettüket. A környező falakra 1722 olyan amerikai katona nevét vésték, aki ismeretlen helyen nyugszik. A toronyban egy kápolna van. A temetőt I. Julianna holland királynő nyitotta meg hivatalosan 1960-ban.
A helyi lakosok közül több is „fogadott örökbe” sírt 1945-ben. Az első emlékezet napján, 1945-ben már valamennyi sírra vittek virágot. A programot ma egy alapítvány (Foundation for Adopting Graves at the American Cemetery Margraten) irányítja. Az összes sírnak és a falakra felvésett valamennyi névnek van „gazdája” 2015 óta, és az örökbefogadónak jelentkezők várólistára kerülnek.

## Maurice Rose sírja
A temetőben nyugszik Maurice Rose vezérőrnagy, a legmagasabb rangú amerikai tiszt, aki harc közben esett el a második világháborúban. Rose a 3. páncéloshadosztály parancsnoka volt, amikor 1945. március 30-án egy német harckocsiparancsnok agyonlőtte Paderborn közelében. Rajta kívül több olyan katona is nyugszik a temetőben, aki Medal of Honor kitüntetésben részesült.

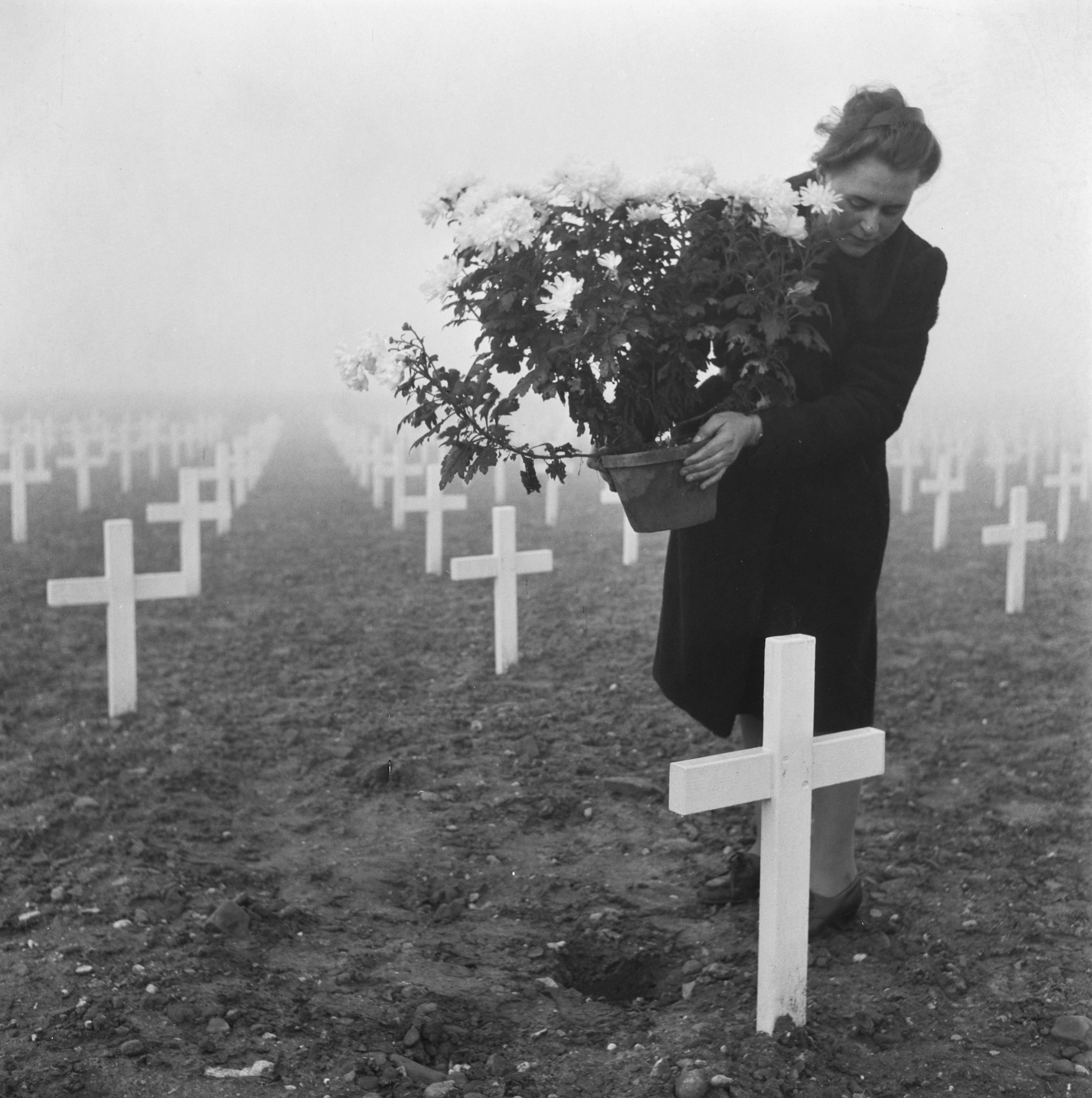
Helyi asszony 1945-ben
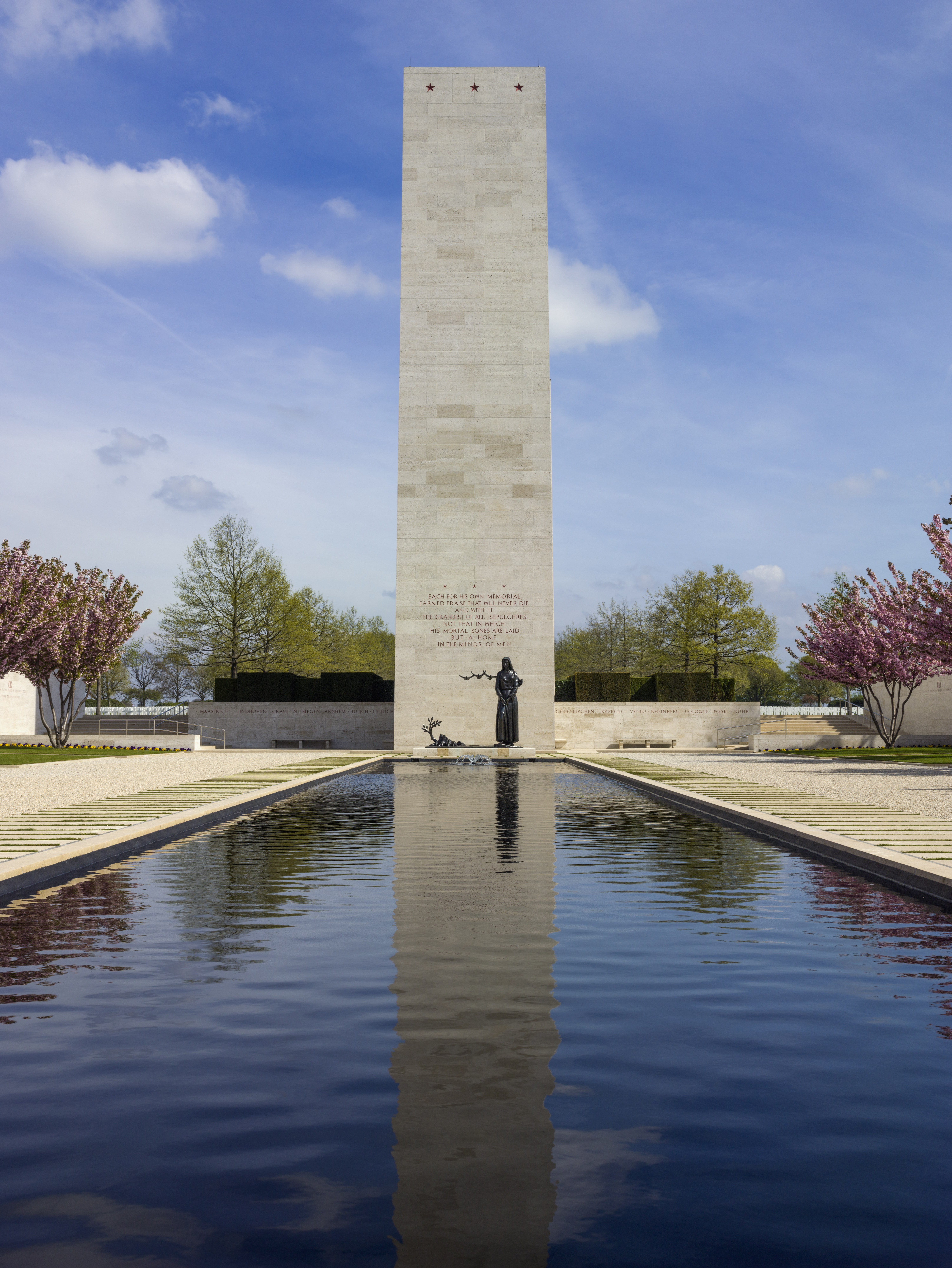
A torony és a tükörmedence
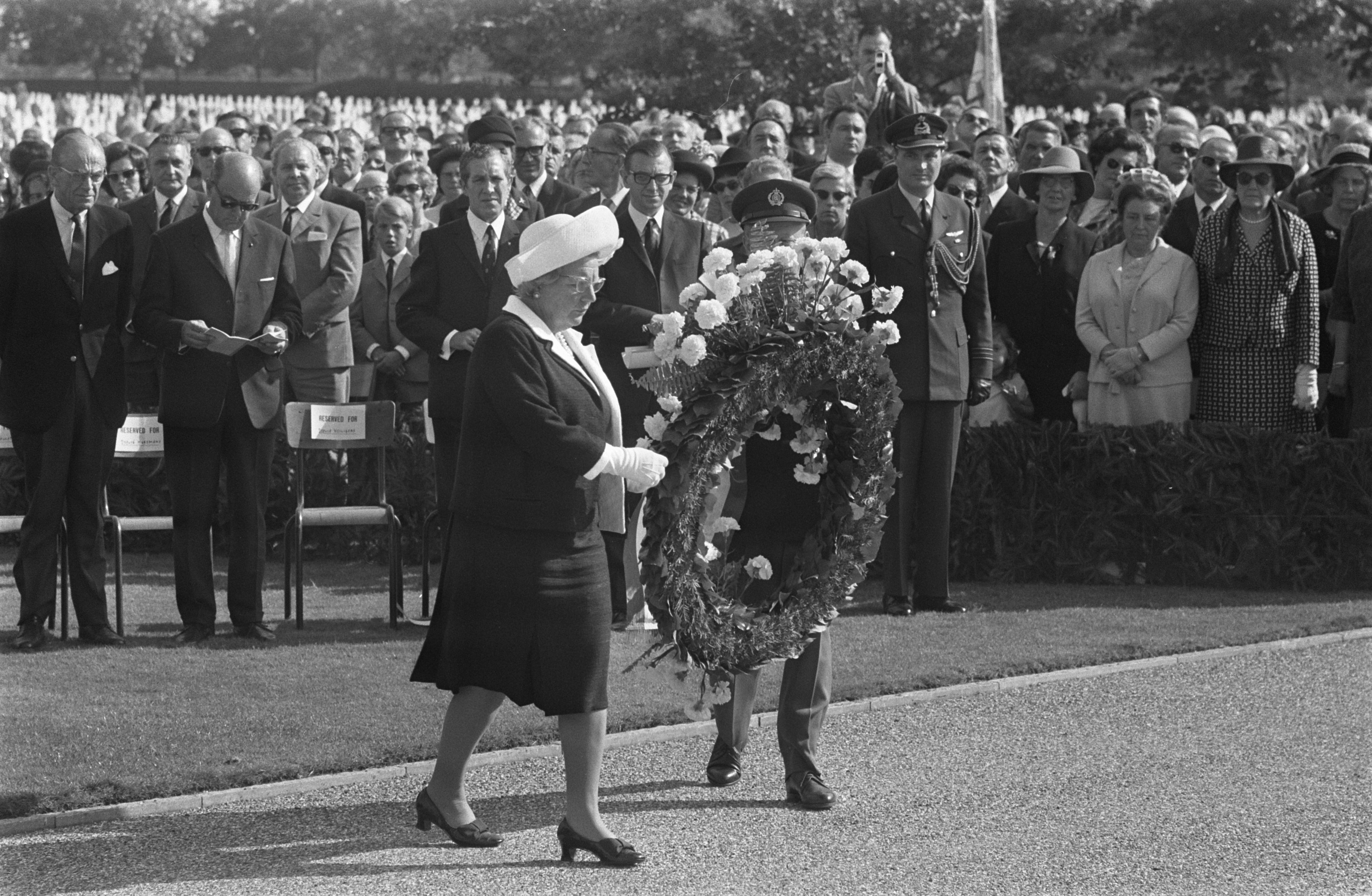
I. Julianna 1969. szeptember 13-án
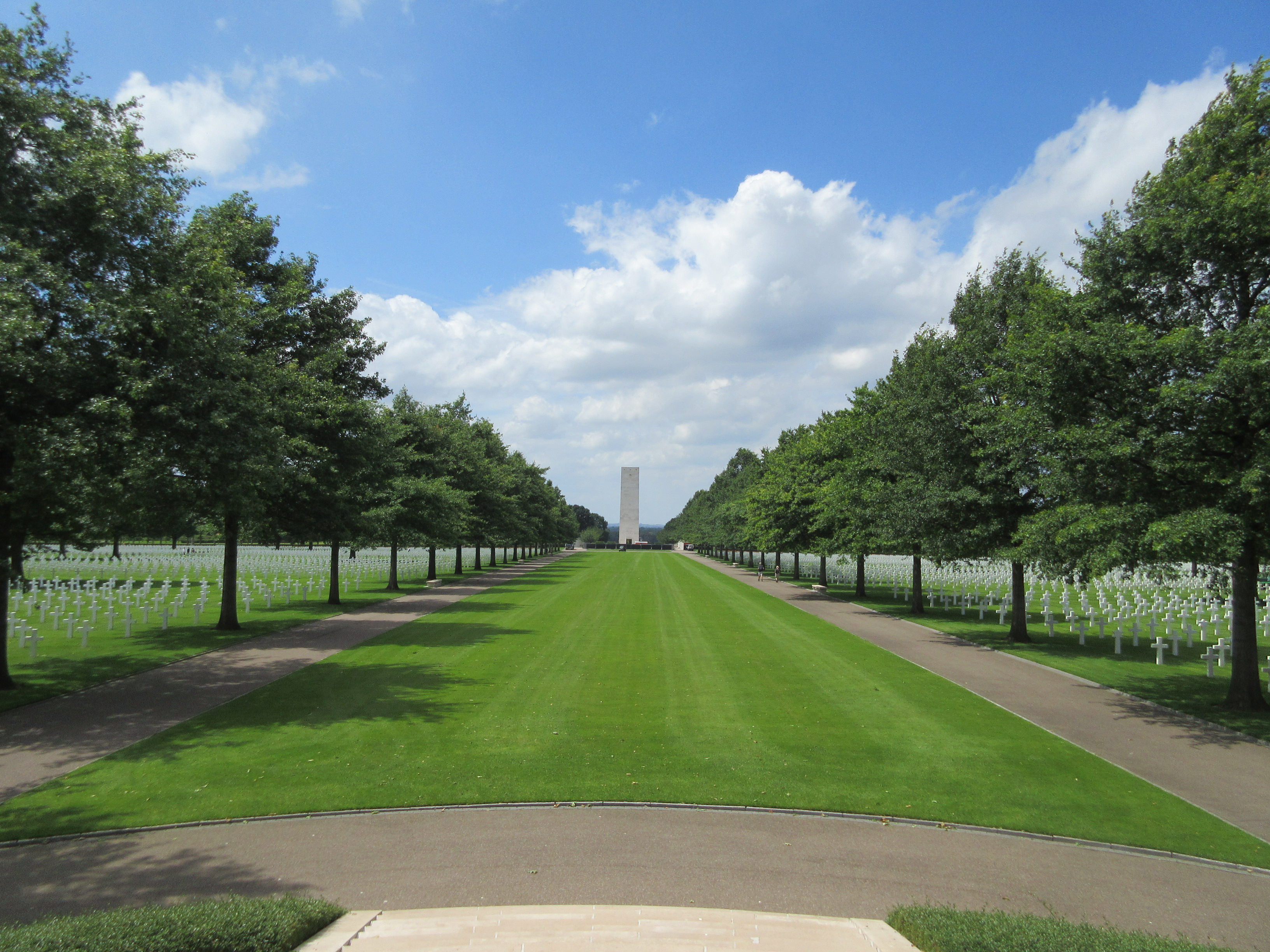
A temető